# Чауси
Чауси (на беларуски: Чавусы; на руски: Чаусы) е град в Беларус, административен център на Чауски район, Могильовска област. Населението на града е 10 505 души (по приблизителна оценка от 1 януари 2018 г.).
- Железопътна гара
- Сграда на бившата градска хазна (1902 г.), днес Чауски районен историко-краеведчески музей
- Сграда на бившата градска хазна (1902 г.), днес Чауски районен историко-краеведчески музей
- Кметството
- Сградата на военния комисариат
- Гледка
- Църква „Възнесение Господне“ от втората половина на XX век
- Църква „Свето Възнесение Господне“

## История
За пръв път селището е споменато през 1581 година, през 1604 година получава статут на град.